# Sant Ponç de Sant Julià de Vilatorta
Sant Ponç de Sant Julià de Vilatorta és una obra del municipi de Sant Julià de Vilatorta (Osona) inclosa en l'Inventari del Patrimoni Arquitectònic de Catalunya.

## Descripció
Es tracta d'un edifici religiós. Aquesta ermita està situada a dalt d'un turó, a la que s'hi accedeix des del mas.
És de planta rectangular amb una capella a la part esquerra. És coberta a dues aigües, la llinda del portal d'entrada és datada el 1750 i al damunt hi ha una rosassa amb vitralls i un campanar d'espadanya datat el 1915.
La capella lateral és de planta semicircular i correspon al panteó de la família, a les parets d'aquest s'obren finestres amb vitralls i a l'exterior hi ha pinacles amb formes de cares. A l'altar hi ha un retaule barroc datat el 1754.
L'ermita està envoltada per un mur que segueix l'estil dels arcs romàntics de la masia.

## Història
La història de la capella va unida a la del mas que la té en propietat, el Puigsec.
En el turó on està situada es troba la creu de terme entre Folgueroles i Sant Julià de Vilatorta, d'aquest fet arrenca la tradició que cada any per Sant Ponç s'hi celebri un aplec amb la finalitat de beneir el terme i repartir pa als assistents.